# Hunze
La Hunze est une rivière néerlandaise située dans les provinces de Drenthe et de Groningue, dans le nord-est du pays.

## Géographie
La Hunze est située à l'est des collines du Hondsrug.

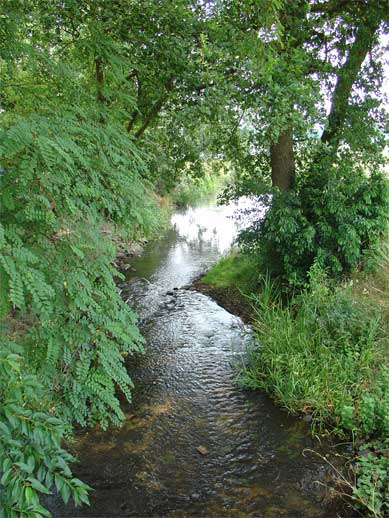
Voorste Diepje près de Bronneger.

Elle naît au confluent du Voorste Diepje et Achterste Diepje, à l'est de Gasselte. À partir de cet endroit jusqu'au Zuidlaardermeer, la Hunze s'appelle également Oostermoerschevaart, d'après le dingspel historique d'Oostermoer qu'elle parcourt. Historiquement, cette région est très marécageuse, et le cours original de la Hunze était très sinueux et situé dans les marais. De ce fait, aucune localité de Drenthe n'est réellement située sur la Hunze. Si de nos jours, la rivière touche presque les villages de Gasselternijveen et de Spijkerboor, c'est qu'à ces endroits, on a modifié le cours de la rivière en coupant les méandres originaux.
Après, la Hunze arrive au Zuidlaardermeer, lac qu'elle traverse. De l'autre côté du lac, elle poursuit son cours sous le nom de Drentsche Diep, pour se jeter dans le Winschoterdiep près de Waterhuizen.
Entre le Winschoterdiep et le Damsterdiep, la rivière s'est ensablée au cours des siècles, et son ancien tracé n'est que difficilement reconnaissable dans le paysage. Au nord du Damsterdiep, la Hunze subsiste, mais elle s'y appelle Selwerderdiepje.
À partir de Wierumerschouw, le cours inférieur actuel de la Hunze est formé par le Reitdiep, dont la partie entre Groningue et Wierumerschouw correspond au cours inférieur artificiel du Drentsche Aa.

## Histoire
Tout le cours inférieur de la Hunze a été profondément modifié au cours des siècles. Vers 1400, un barrage a été établi dans la Hunze, au nord du Zuidlaardermeer, afin de dévier ses eaux dans le Schuitendiep. Ce canal venait d'être creusé, entre autres dans le but d'utiliser les eaux déviées de la Hunze pour augmenter le faible niveau d'eau dans les canaux de la ville de Groningue. Après, les eaux de la Hunze ont également été utilisées pour alimenter le nouveau canal du Winschoterdiep.
Outre que la maîtrise du niveau d'eau, le Schuitendiep et son accès à la Hunze avaient comme grand avantage que la ville de Groningue possédait désormais une liaison directe avec les tourbières de Drenthe, et ainsi la ville pouvait influencer et contrôler le commerce de la tourbe. Ainsi, la prolongation du Schuitendiep dans le centre de Groningue s'appelle Turfsingel, le « canal de la tourbe ».
Malgré ces remaniements on peut encore reconnaître l'ancien tracé de la Hunze, sur des photos aériennes et parfois par certains éléments dans le paysage. Après Waterhuizen, la rivière continuait vers Oosterhoogebrug. On voit son passage près d'Oude Roodehaan. Entre Oosterhoogebrug et Noorderhoogebrug, deux énormes anciens méandres sont très reconnaissables dans le paysage. Au-delà du Canal Van Starkenborgh, on ne voit plus rien de la rivière, dont les traces ont disparu à partir d'Adorp. De là, elle continuait son cours sinueux jusqu'à Pieterburen, où elle se jetait dans la mer des Wadden.
La région groningoise de Hunsingo tire son nom de la Hunze, mais aujourd'hui, la Hunze ne parcourt plus cette région.

## Environnement
Ce cours d'eau fait partie de ceux où est réintroduit le castor eurasiatique (castor fiber).

## Sources
- (nl) Cet article est partiellement ou en totalité issu de l’article de Wikipédia en néerlandais intitulé « Hunze » (voir la liste des auteurs).